# Zbór Kościoła Adwentystów Dnia Siódmego w Inowrocławiu
Zbór Kościoła Adwentystów Dnia Siódmego w Inowrocławiu – zbór adwentystyczny w Inowrocławiu, należący do okręgu kujawskiego diecezji zachodniej Kościoła Adwentystów Dnia Siódmego w RP.
Pastorem zboru jest kazn. Zdzisław Ples, natomiast starszym – Henryk Kędzierski. Nabożeństwa odbywają się w kaplicy przy ul. Dworcowej 50 każdej soboty o godz. 10:00. Dodatkowo w każdą środę o godz. 18:00 odbywają się spotkania poświęcone studiowaniu Pisma Świętego.